# Micropoltys placenta
Micropoltys placenta là một loài nhện trong họ Araneidae.
Loài này thuộc chi Micropoltys. Micropoltys placenta được Wladislaus Kulczynski miêu tả năm 1911.